# Fernanda Ferreira
Cristina Fernanda Ferreira „Fernandinha” (ur. 10 stycznia 1980 w Rio De Janeiro) – brazylijska siatkarka, reprezentantka kraju. Gra na pozycji rozgrywającej. Obecnie występuje w drużynie Igtisadchi Baku.

## Kariera
- Rio de Janeiro Volei Clube 2002–2003
- Esporte Clube Pinheiros 2003–2005
- Brasil Telecom 2005–2006
- Grêmio de Vôlei Osasco 2006–2007
- Tena Santeramo 2007–2008
- Yamamay Busto Arsizio 2008–2010
- LIU•JO Volley Modena 2010–2011
- Igtisadchi Baku 2011–2012

## Osiągnięcia reprezentacyjne
- 2012

## Osiągnięcia Klubowe
- 2010:  Puchar CEV